# Orectochilus samarensis
Orectochilus samarensis là một loài bọ cánh cứng trong họ van Gyrinidae. Loài này được Ochs miêu tả khoa học năm 1929.